# Praealticus oortii
Praealticus oortii är en fiskart som först beskrevs av Bleeker, 1851.  Praealticus oortii ingår i släktet Praealticus och familjen Blenniidae. Inga underarter finns listade i Catalogue of Life.